# Род (Сибињ)
Род (рум. Rod) насеље је у Румунији у округу Сибињ у општини Тилишка. Oпштина се налази на надморској висини од 790 m.

## Становништво
Према подацима из 2002. године у насељу је живело 465 становника, од којих су сви румунске националности.